# Artabotrys collinus
Artabotrys collinus Hutch. – gatunek rośliny z rodziny flaszowcowatych (Annonaceae Juss.). Występuje naturalnie w południowo-wschodniej części Demokratycznej Republiki Konga, w Tanzanii, Malawi oraz w północnej części Zimbabwe. 

## Morfologia
PokrójZimozielony krzew dorastający do 1–2 m wysokości. Pędy są mniej lub bardziej pnące, młodsze owłosione.
LiścieMają kształt od odwrotnie owalnego do eliptycznego lub podłużnego. Mierzą 4,5–11 cm długości oraz 2,5–6,5 cm szerokości. Są skórzaste, lekko owłosione od spodu. Nasada liścia jest klinowa. Wierzchołek jest od tępego do krótko spiczastego. Ogonek liściowy jest owłosiony i dorasta do 1–3 mm długości.
KwiatySą pojedyncze. Działki kielicha mają owalny kształt i dorastają do 2–4 mm długości. Płatki mają owalnie lancetowaty lub eliptyczny kształt i zieloną barwę, osiągają do 9–11 mm długości. Kwiaty mają 6–9 nagich słupków o jajowatym kształcie.
OwocePojedyncze lub zebrane po 2–3 tworząc owoc zbiorowy. Mają cylindryczny kształt. Osiągają 13–19 mm długości. Są siedzące, nagie.

## Biologia i ekologia
Rośnie w lasach i zaroślach. Występuje na wysokości od 800 do 1500 m n.p.m.